# Conescharellina stellata
Conescharellina stellata är en mossdjursart som beskrevs av Bock och Cook 2004. Conescharellina stellata ingår i släktet Conescharellina och familjen Biporidae. Inga underarter finns listade i Catalogue of Life.